# 151-ша окрема механізована бригада (Україна)
151-ша окрема механізована бригада (151 ОМБр) — механізоване з'єднання Сухопутних військ Збройних сил України чисельністю у бригаду.

## Історія
У грудні 2023 року повідомлялося про створення 151-ї механізованої бригади. За даними Forbes, бригада імовірно не отримає сучасну західну техніку, і буде покладатися на радянські БМП або МТЛБ.
23 серпня 2024 року проєкт DeepStateMapLive повідомив, що бригада воювала на Покровському напрямку, а командування бригади нехтувало особовим складом і посилало пілотів БпЛА «в окопи». 29 серпня повідомлялося, що Головнокомандувач ЗСУ Олександр Сирський відвідав Покровський напрямок і відзначив мужність та героїзм бійців 151-ї бригади.
Офіційна дата створення за інформаціє наданою з джерел в частині 16 вересня 2023 року

## Структура
- рота ударних безпілотних авіаційних комплексів[6]
- ремонтна рота[7][8]

## Оснащення
- AS-90[9]

## Командири
- на 2024: полковник Самойленко Вадим Петрович[10]
- полковник  Скатерний Віктор Анатолійович

## Символіка
На емблемі бригади, затвердженій 7 лютого 2024р., перехрещено стрілу та шаблю вістрями вгору, в супроводі восьмипроменевої зірки та півмісяця. Всі фігури нарукавного знака походять від історичного герба Кодацької паланки середини XVIII століття. Над щитом емблеми розташовано стрічку з гаслом «FUTURUM EST NOSTRUM», тобто — «МАЙБУТНЄ ЗА НАМИ».

## Втрати

### 2024
- 21 травня 2024 — Швед Володимир Анатолійович, кулеметник. 8 квітня 1976, село Патюти. Помер внаслідок гострої серцевої недостатності.[12]
- 13 липня 2024 — Нор Анатолій, старший солдат. 54 роки. Загинув від вибухової травми у в селі Євгенівка Донецької області[13].
- 19 липня 2024 — Іванов Сергій Миколайович. 47 років, м. Кременчук. Загинув під час бою в районі с. Воздвиженка.[14]
- 23 липня 2024 -   Куценко Юрій, солдат. Загинув під час виконання бойового завдання в районі населеного пункту Вовче, що на Донеччині[15].
- 17 серпня 2024 — Огар Олександр, солдат. Загинув у районі Красного Яру Покровського району на Донеччині.[16]
- 20 серпня 2024 — Єршов Віталій Олександрович, навідник танка. 3 червня 1989, село Хильківка. Загинув на Покровському напрямку.[17]
- 22 серпня 2024 — Лунякін Олександр. 9 травня 1985, м. Краматорськ. Загинув біля села Гродівка.[18][19]
- 24 серпня 2024 — Симчишин Віталій Васильович, механік-водій. 9 липня 1978, село Забрідь. Загинув в районі населеного пункту Гродівка Покровського району.[20]
- 25 серпня 2024 — Кравчук Орест. 10 лютого 1989, село Ділове. Загинув на Покровському напрямку.[21]
- 2 вересня 2024 — Скидан Микола Олексійович, старший лейтенант. 1977 р.н.
- 4 вересня 2024 — Ринковой Борис, гранатометник. Поранений 23 липня під Гродівкою, помер у лікарні.[16]
- 30 вересня 2024 — Нев'ядомський Петро. 18 липня 1987, місто Львів. Загинув на Покровському напрямку.[22]
- 13 листопада 2024 — Шапошніков Максим. 13 січня 1981, 42 роки, Івано-Франківська область. Загинув поблизу Цукуриного.[23][24]
- 6 грудня 2024 — Вальчук Олексій, старший солдат, майстер другого відділення ударних безпілотних авіаційних комплексів БУБАК. 19 травня 1985 р.н., м. Хмельницький. Загинув в районі н.п. Улакли Покровського району внаслідок атаки дрона.[25]

### 2025
- 9 січня 2025 - Антонійчук Ярослав Олегович, 40 років. Солдат, старший майстер 2 ремонтної майстерні ремонтного взводу артилерійського озброєння ремонтної роти ракетно-артилерійського озброєння ремонтно-відновлювального батальйону. Загинув в районі н.п. Ясенове Покровського району[26].
- 20 лютого 2025 — Чернов Андрій. 26.07.1996, м. Родинське Донецької області.[27]

## Нагороджені
Найвищими державними нагородами відзначені:
- Скидан Микола Олексійович (1977—2024) — старший лейтенант, Герой України (2025, посмертно).